# Spasskoïe-Loutovinovo

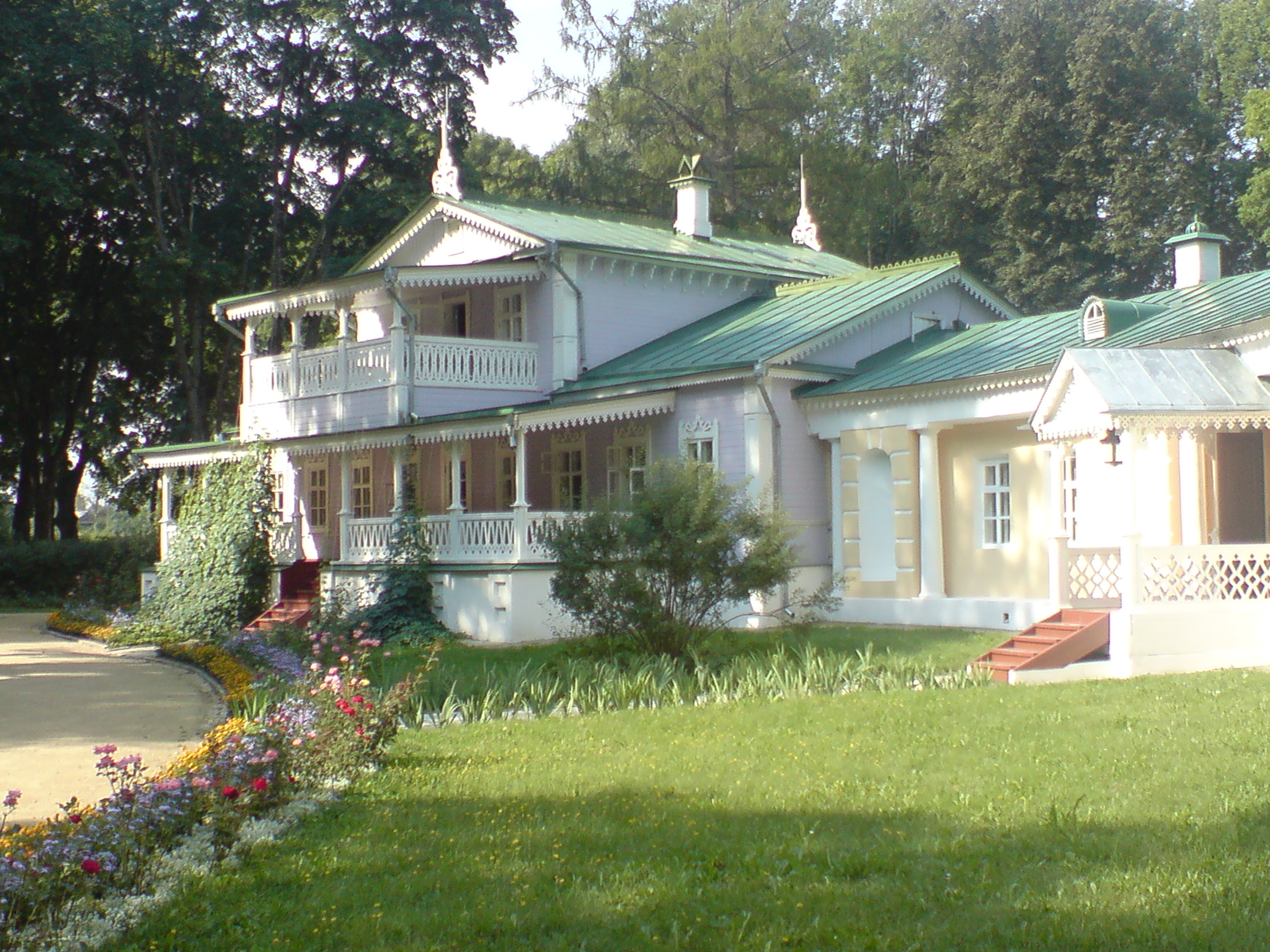
Vue de la demeure familiale

Spasskoïe-Loutovinovo (Спасское-Лутовиново) est le domaine familial d'Ivan Tourgueniev situé en pleine campagne russe dans l'oblast d'Orel à dix kilomètres de Mtsensk et près d'Orel. C'est depuis 1922 un musée et une réserve naturelle.

## Historique

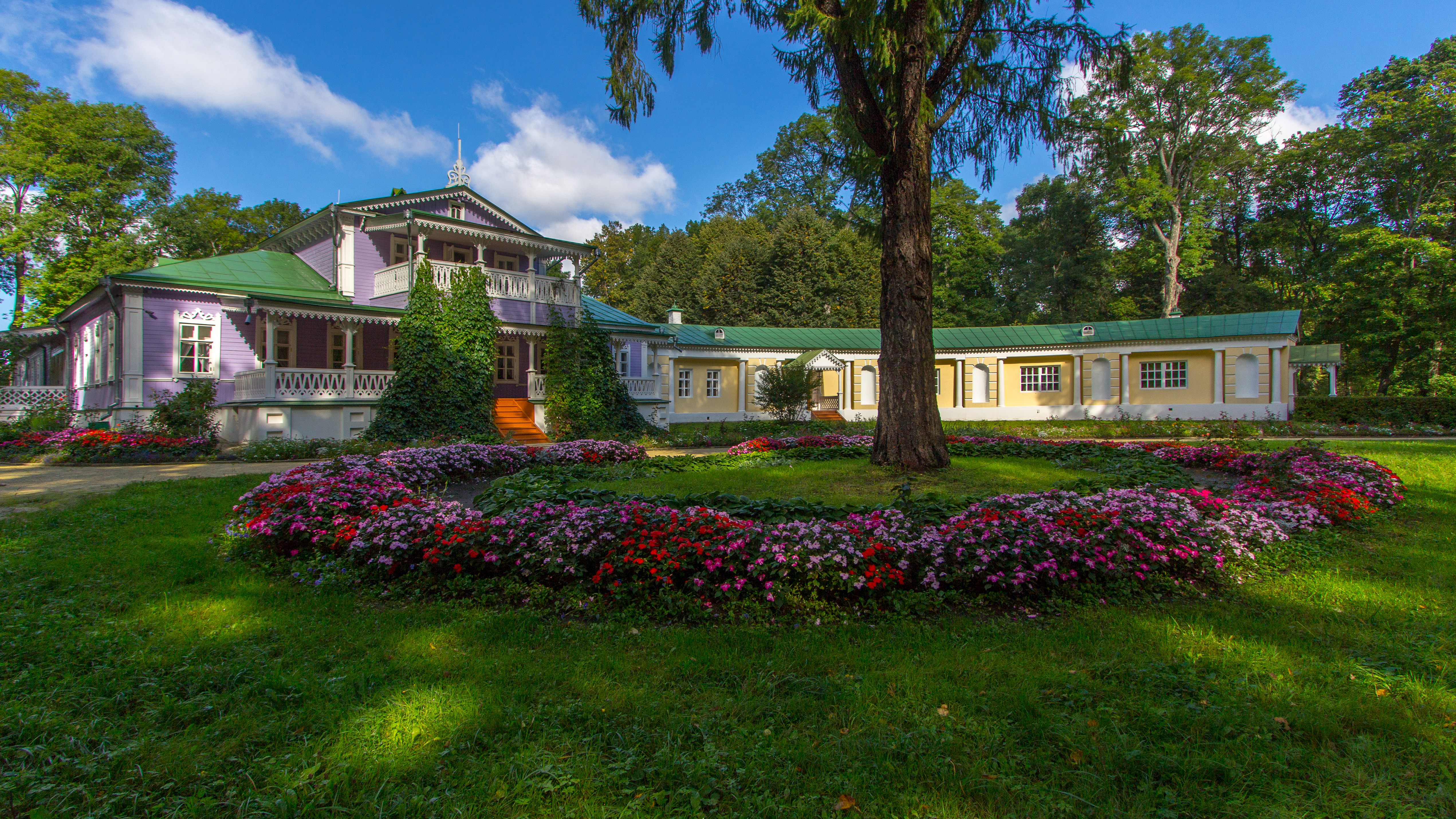
La maison domaniale avec sa galerie de pierre à droite, comprenant les pièces de réception

Le village de Spasskoïe (du mot Spassitel : Sauveur) doit son nom à l'église se trouvant ici dédiée à la Transfiguration du Sauveur. Le domaine est donné par Ivan le Terrible au boyard Ivan Loutovinov au XVIe siècle. Son descendant Ivan Ivanovitch Loutovinov (1753-1813), après avoir été formé au Corps des Pages, sert pendant quelque temps dans l'armée, puis s'installe au domaine avec sa famille. Il est élu en 1778 par la noblesse locale comme juge de paix de l'ouiezd, puis comme maréchal de la noblesse de l'ouiezd de Mtsensk et de l'ouiezd de Tchern. Il possède plusieurs propriétés dans les gouvernements de Toula, de Tambov et de Kalouga, le tout comprenant cinq mille âmes. Il décide de faire construire à Spasskoïe une petite demeure domaniale de bois avec une bibliothèque, un théâtre et un petit orchestre de musiciens et à droite une galerie de pierre en demi cercle. À côté se trouvent les communs avec poulailler, étables, moulin, infirmerie, pavillon de garde, forge, etc. L'aménagement dure jusqu'en 1809. Loutovinov est lié à Novikov et à Radichtchev. Il leur prête même de l'argent, comme aussi au grand-père de Tolstoï. Il meurt en 1813 et il est inhumé dans la sépulture familiale de la chapelle. Près de la chapelle se trouve une stèle marquant la tombe de Nicolas-Étienne Defresne, originaire de Nancy qui s'installa en Russie en 1769 et mourut en 1793. L'épitaphe précise qu'il était précepteur, mais comme il n'y avait pas d'enfant dans la famille à cette époque son sort est resté inconnu jusqu'à nos jours.
Après la mort d'Ivan Loutovinov, c'est sa nièce Varvara Petrovna Loutovinova qui hérite du domaine. Son père mourut deux mois avant sa naissance et sa mère se remaria peu après. Elle passa donc son enfance dans un autre domaine de l'ouiezd de Kromy à proximité, chez son beau-père qui ne l'aimait pas et ne se privait pas de l'humilier. À l'âge de seize ans, elle demanda à vivre auprès de son oncle Ivan Loutovinov à Spasskoïe-Loutovinovo. C'est ici qu'elle épousa en 1816 le jeune officier Sergueï Tourgueniev, qui avait combattu en 1812 contre les armées napoléoniennes et qui faisait partie de l'ancienne noblesse médiévale. Mais il n'avait pas la fortune de sa femme.
En mai 1839, la demeure est ravagée par un incendie. La maison n'est qu'en partie reconstruite et simplement restaurée. Le théâtre, le grand salon, les appartements des invités ne sont pas reconstruits. Varvara Petrovna Loutovinova-Tourguenieva meurt en 1850. Son fils Ivan Tourgueniev (1818-1883), avec qui sa mère s'était montrée autrefois d'une terrible sévérité, laisse à son frère Nikolaï les propriétés les plus rentables et la maison de Moscou et prend pour lui le nid familial où il a passé sa petite enfance (jusqu'en 1828) et toutes ses vacances d'été de jeunesse, puis de longs séjours d'adulte. L'empereur Nicolas Ier l'y envoie en relégation en 1852 à cause d'une enquête policière. Tourgueniev vit une liaison avec Pauline Viardot.
Tourgueniev ne frayait pas avec ses voisins, mais invitait chez lui des personnalités telles que l'acteur Chtchepkine, l'écrivain Axakov, ou le poète Fet. C'est ici qu'il écrit L'Auberge de grand chemin ou encore Deux générations (roman qui ne sera pas publié). En 1853, il reçoit la permission de recouvrer la liberté de mouvement et celle de « quitter la capitale »... Il retourne l'automne suivant à Spasskoïe où il écrit une étude sur les rossignols et invite Nikolaï Nekrassov. Il écrit ici en sept semaines sa nouvelle Roudine en 1855. Léon Tolstoï lui rend visite en 1856.
Tourgueniev avait déjà commencé son œuvre sur Faust, puis il part voyager en Allemagne et en France. Il écrit ici à son retour Le Nid de gentilhomme, À la veille, Pères et Fils. Ensuite il passe un long séjour en France. À son retour il ouvre une école pour les enfants de paysans et un asile de vieillards. Son dernier séjour date de 1881. Il meurt à Bougival en 1883.
Les héritiers vident la maison de son mobilier et en 1906 un incendie l'endommage à nouveau. En octobre 1918, le domaine est nationalisé. Un décret du 12 septembre 1921 institue le domaine comme parc naturel protégé et la maison devient un musée. Elle est restaurée en 1937. Le domaine se trouve sous occupation allemande entre 1941 et 1943 et les prés sont minés. Le musée rouvre en 1976 après une restauration menée par Louka Nikititch Perepelitsa dans l'état où la maison se trouvait en 1881.

## Illustrations

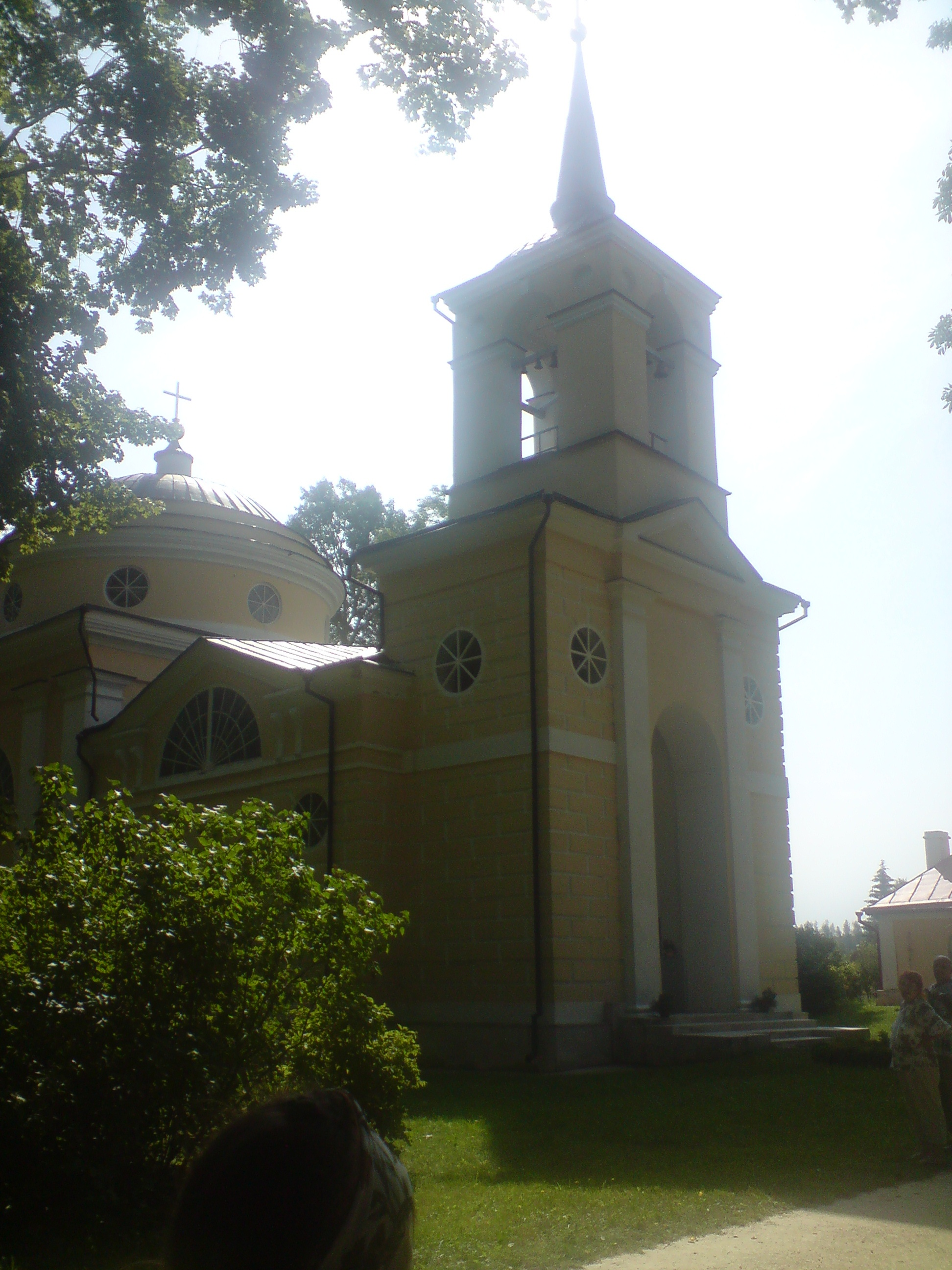
Vue de l'église de la Transfiguration du Sauveur
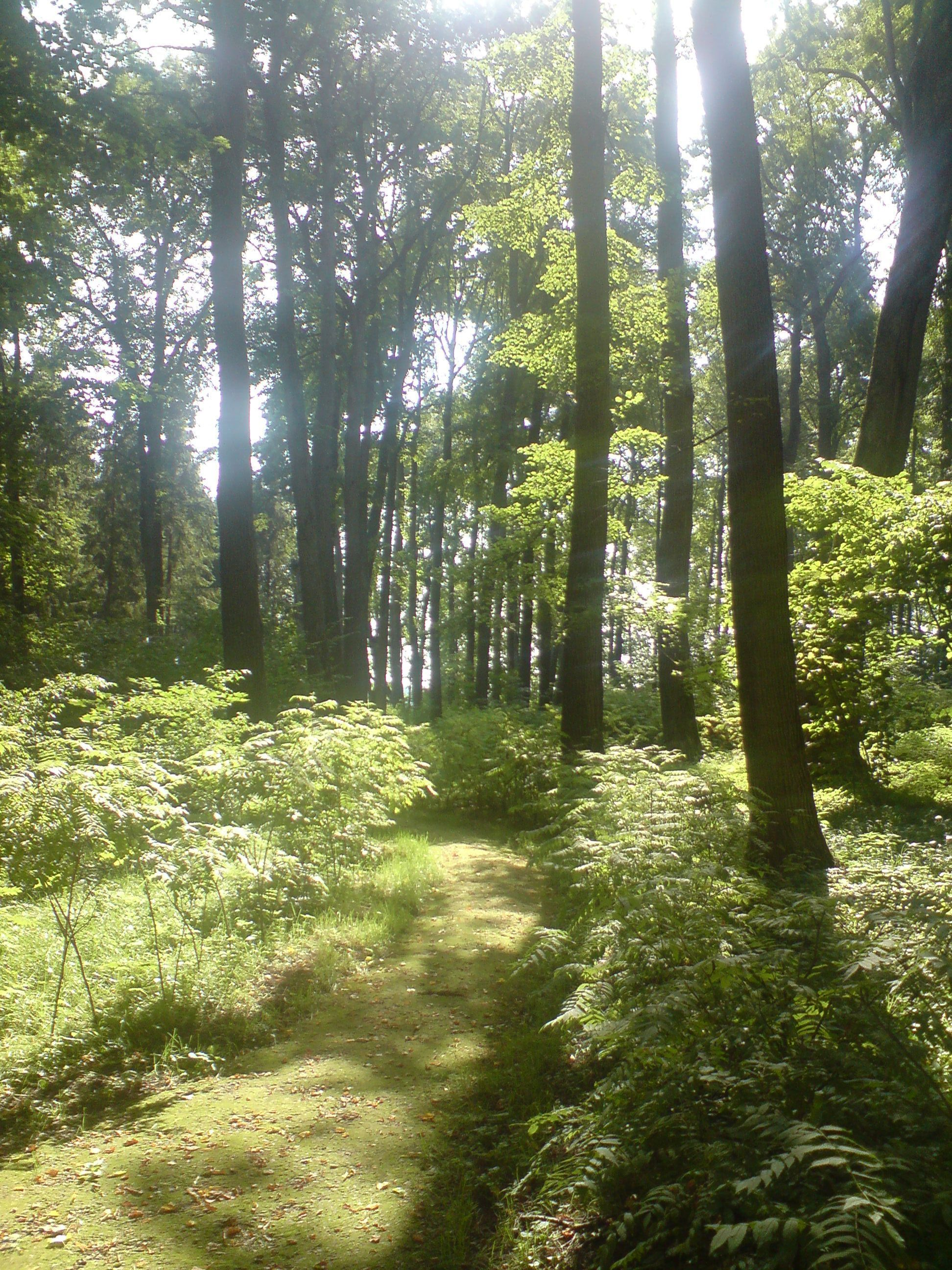
Vue du parc
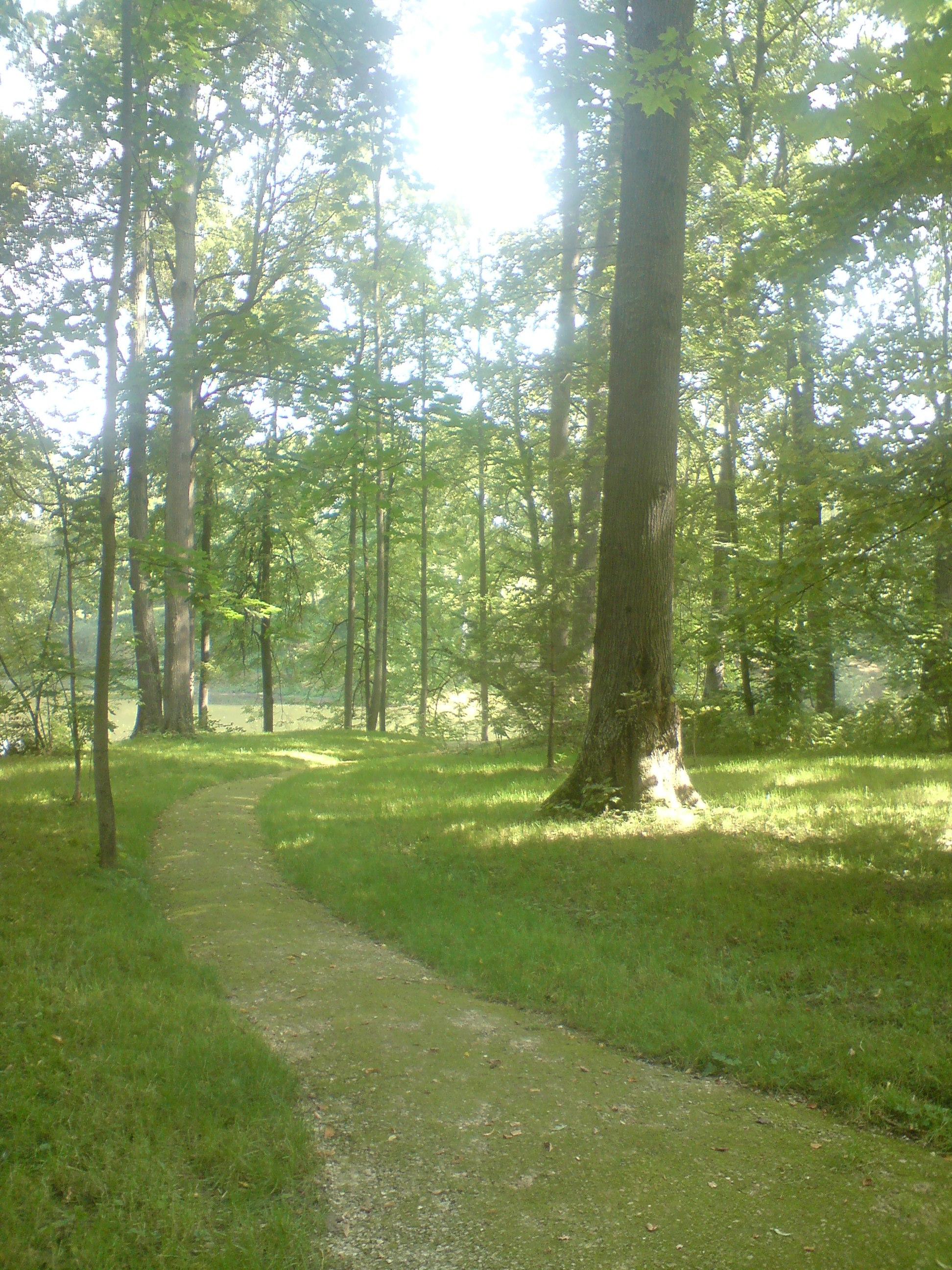
Vue du parc
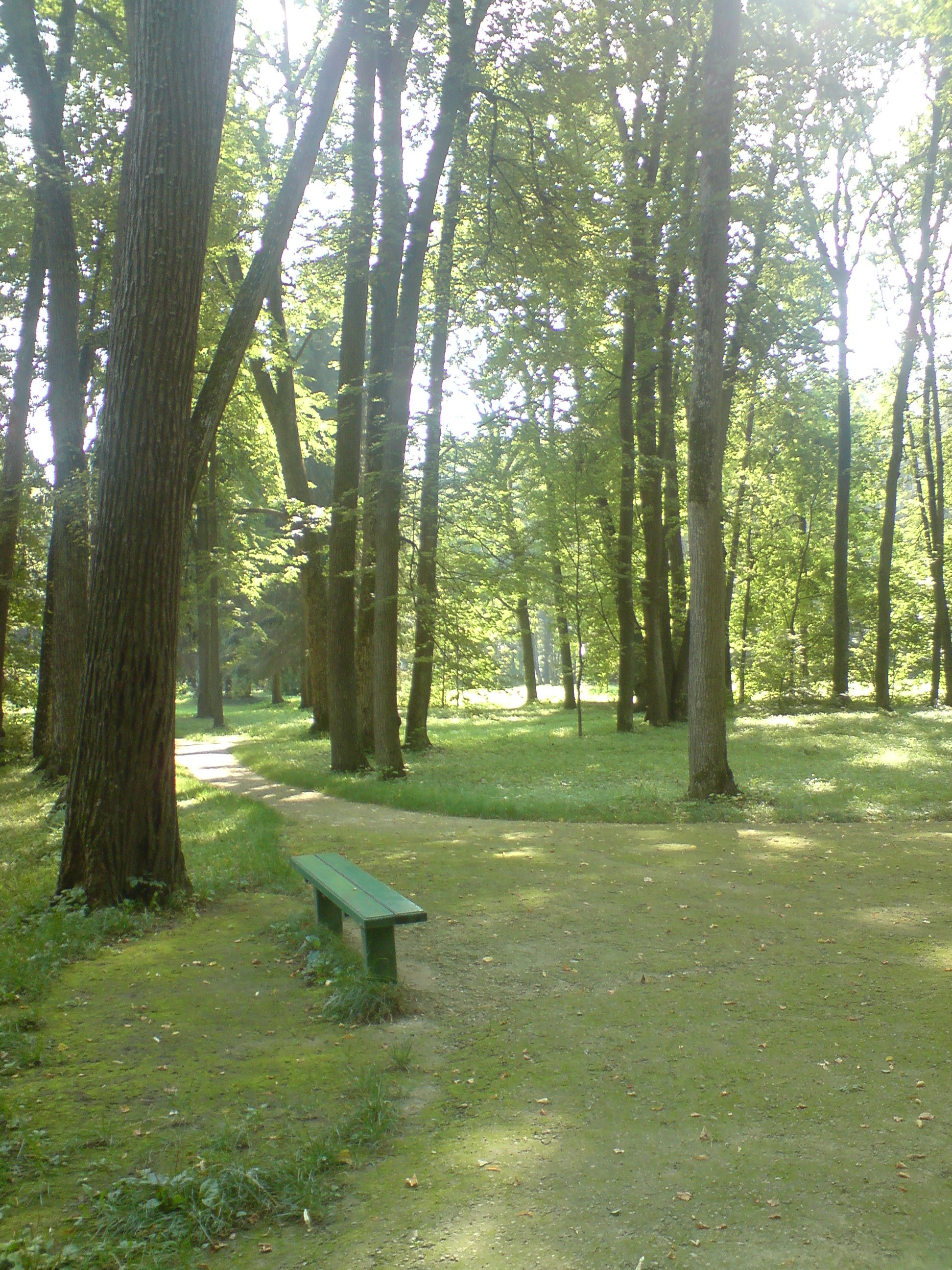
Vue du parc
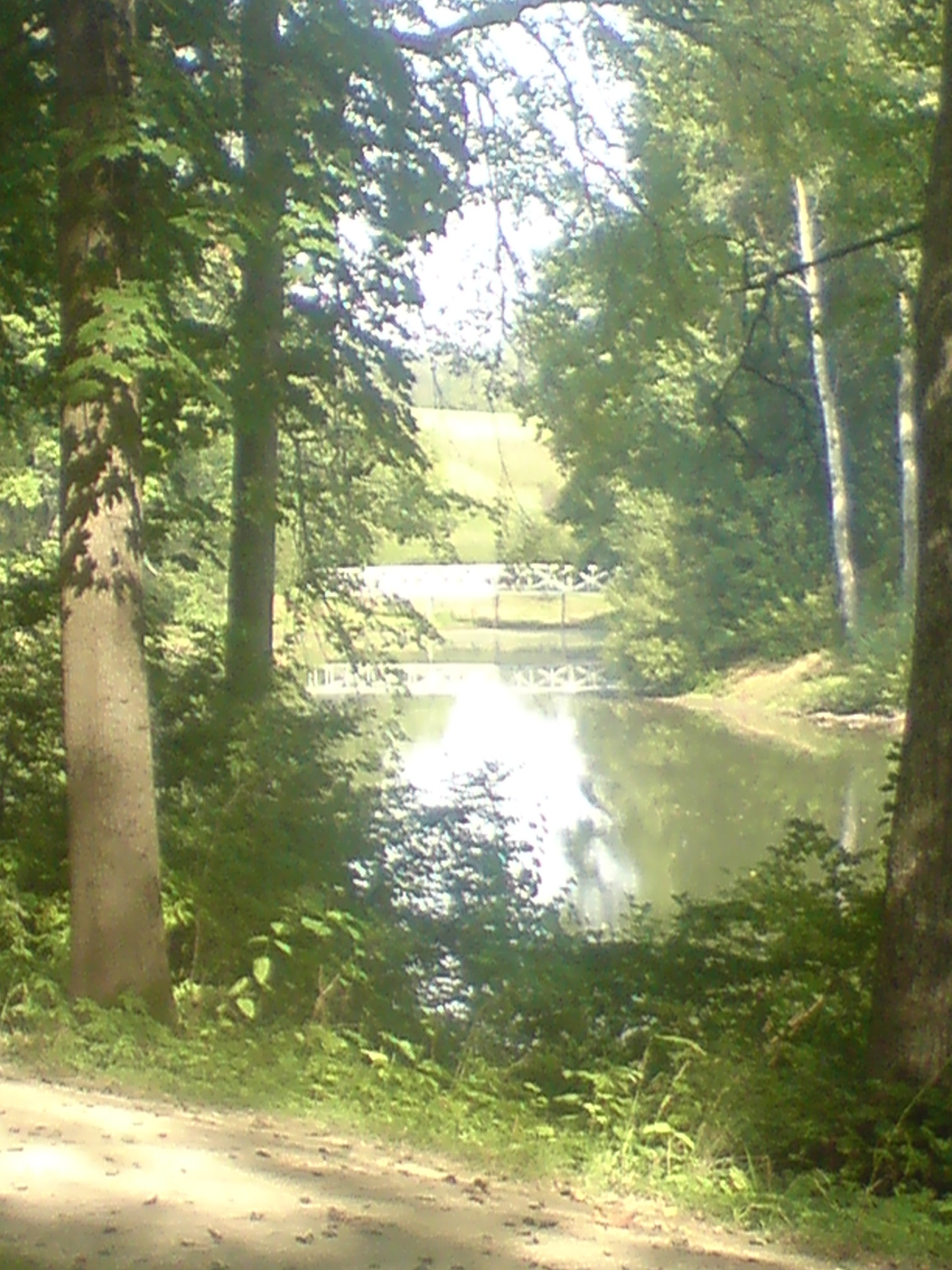
Vue du parc
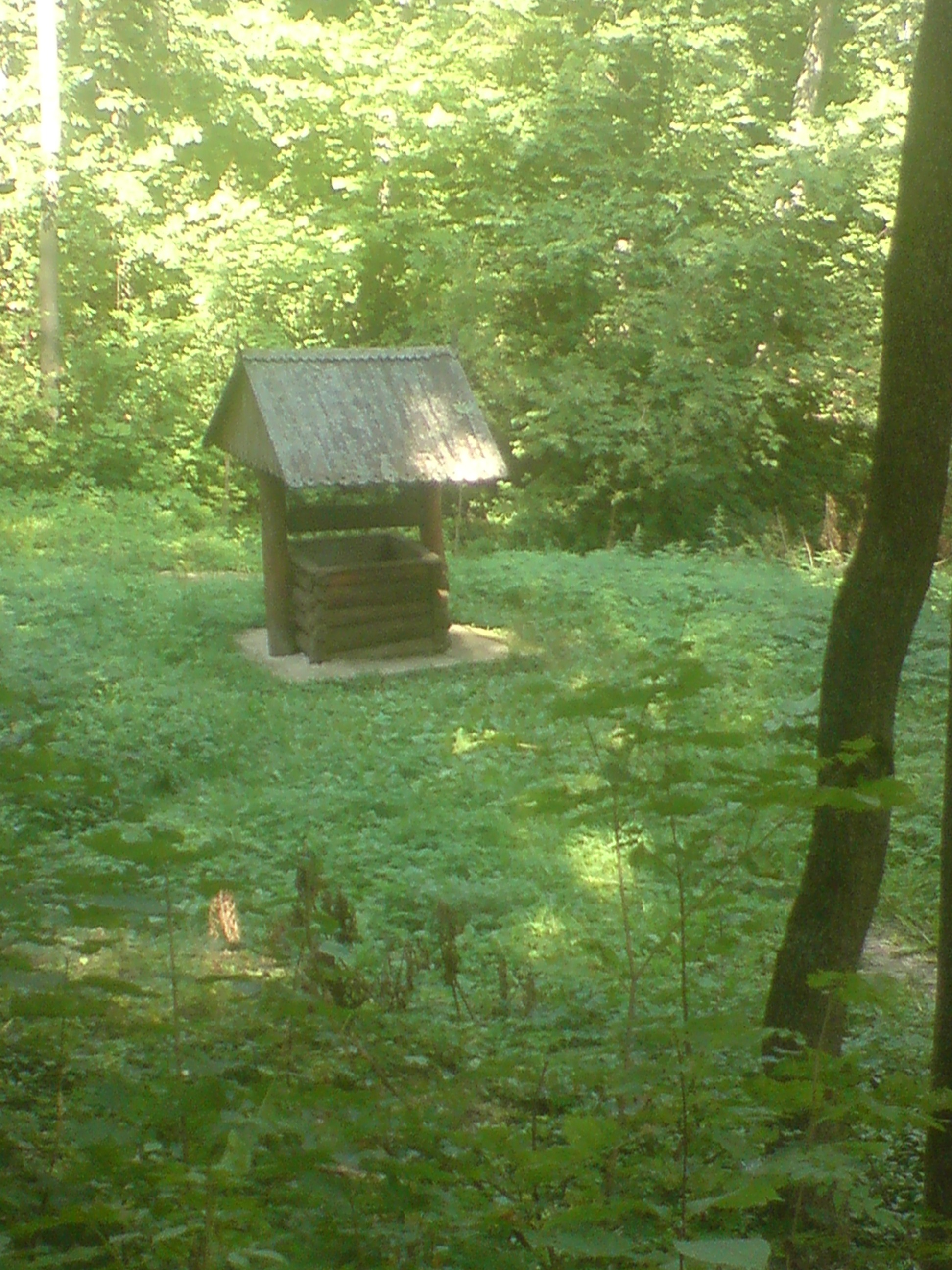
Puits
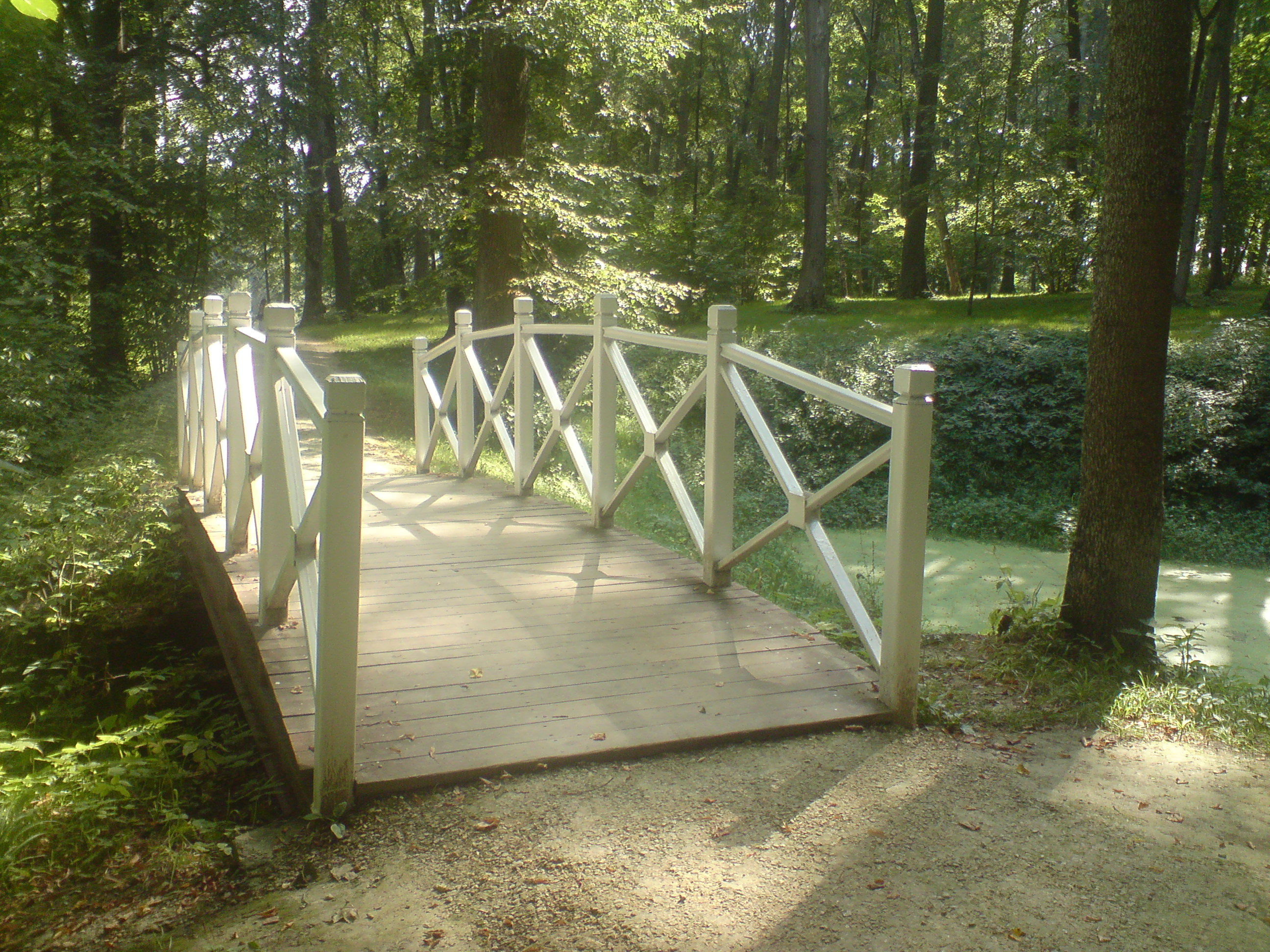
Petit pont
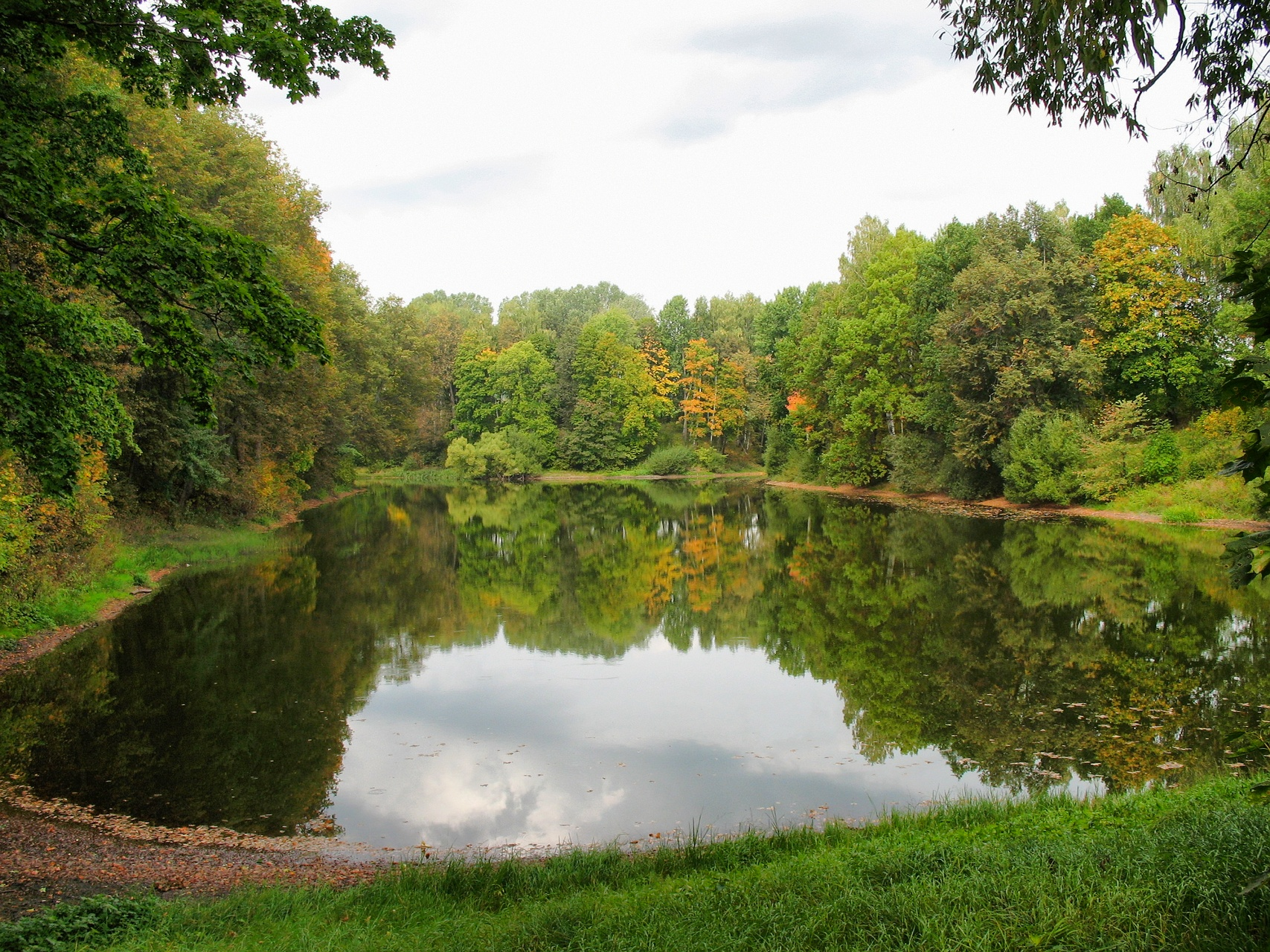
Étang du parc
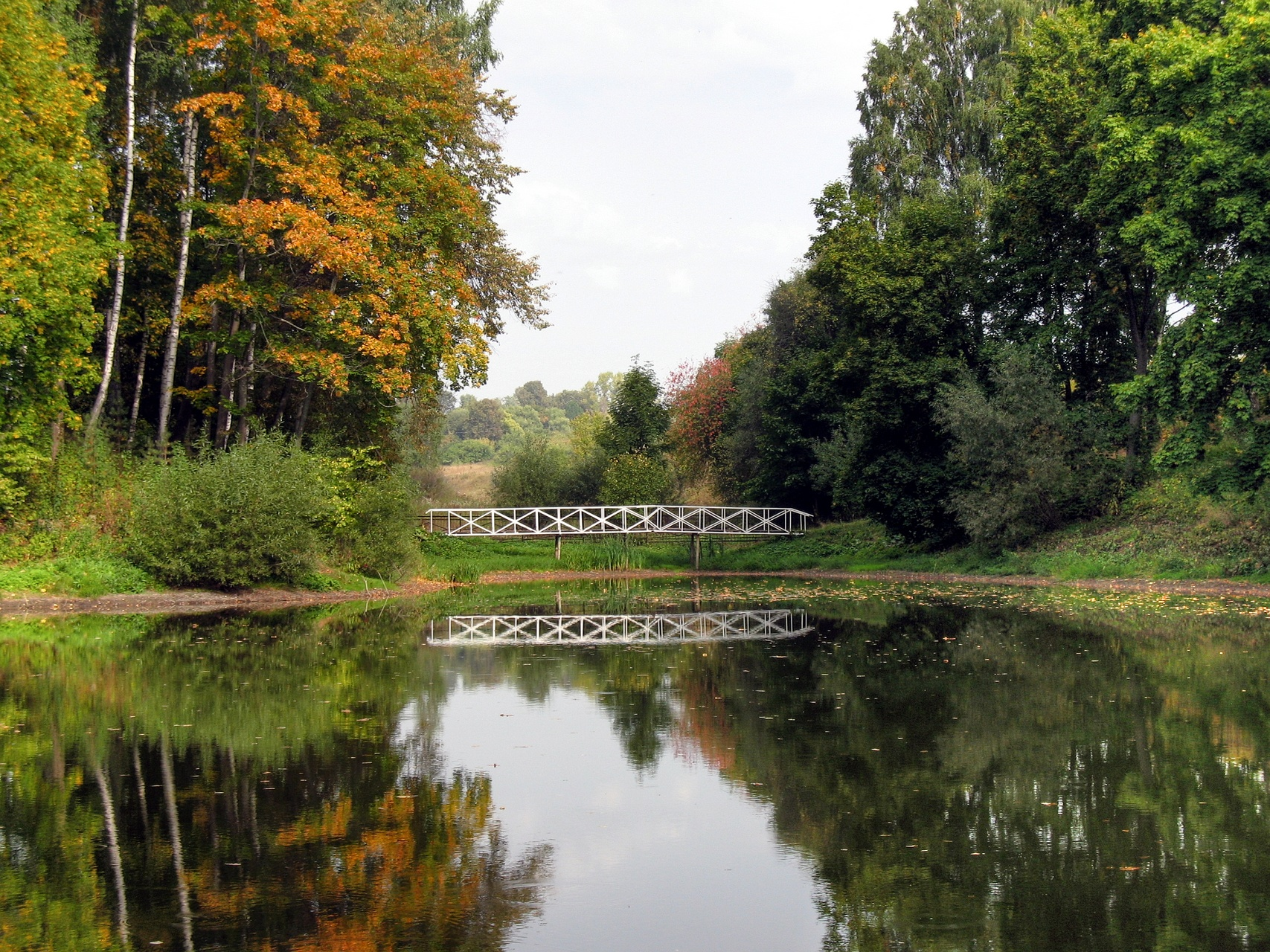
Pont de l'étang
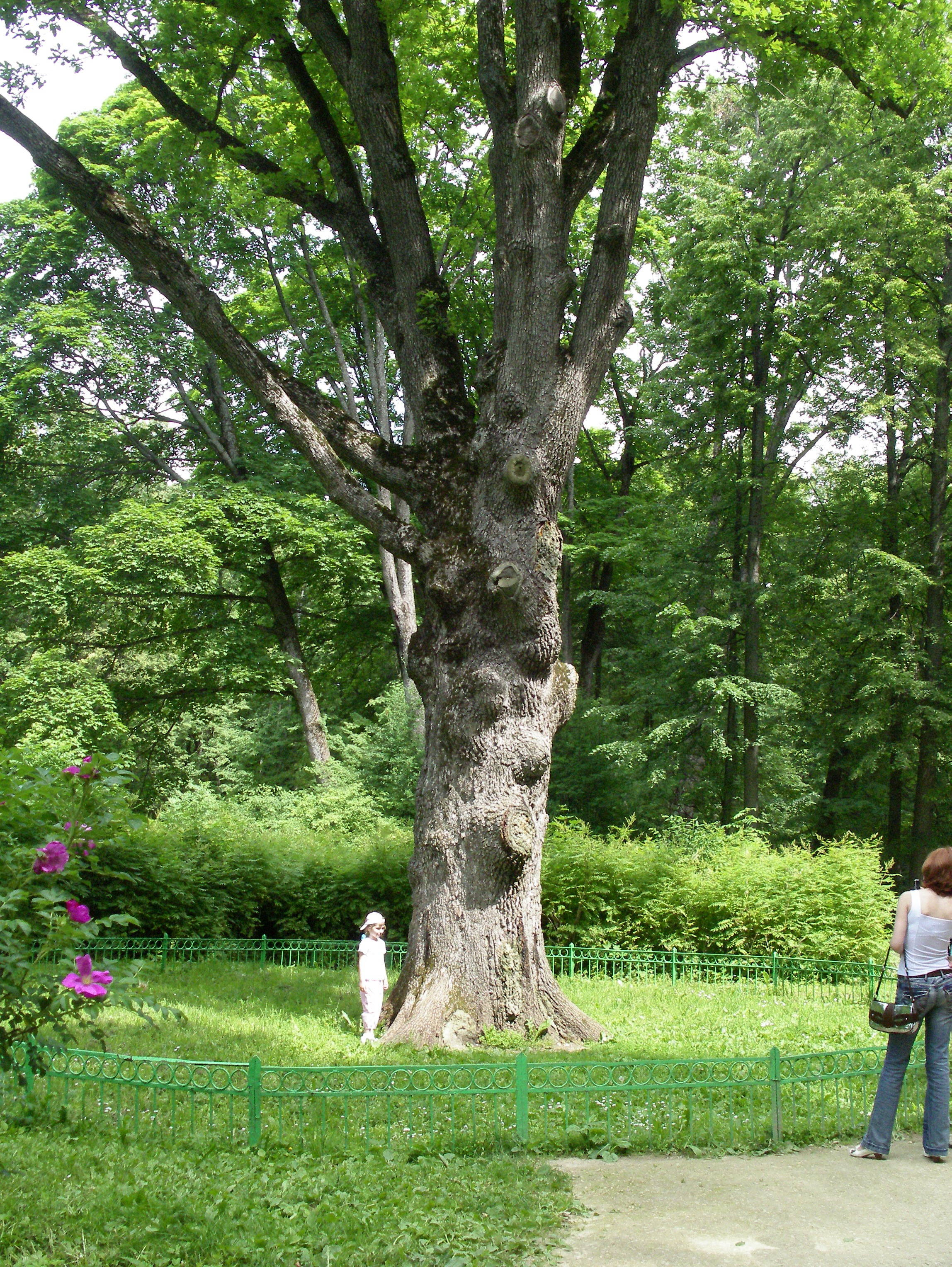
Chêne du parc

## Source
- (ru) Cet article est partiellement ou en totalité issu de l’article de Wikipédia en russe intitulé « Спасское-Лутовиново » (voir la liste des auteurs).